# Lijst van personen overleden in januari 2018
Dit is een lijst van bekende personen die zijn overleden in januari 2018.

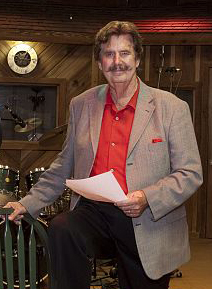
Rick Hall
2 januari

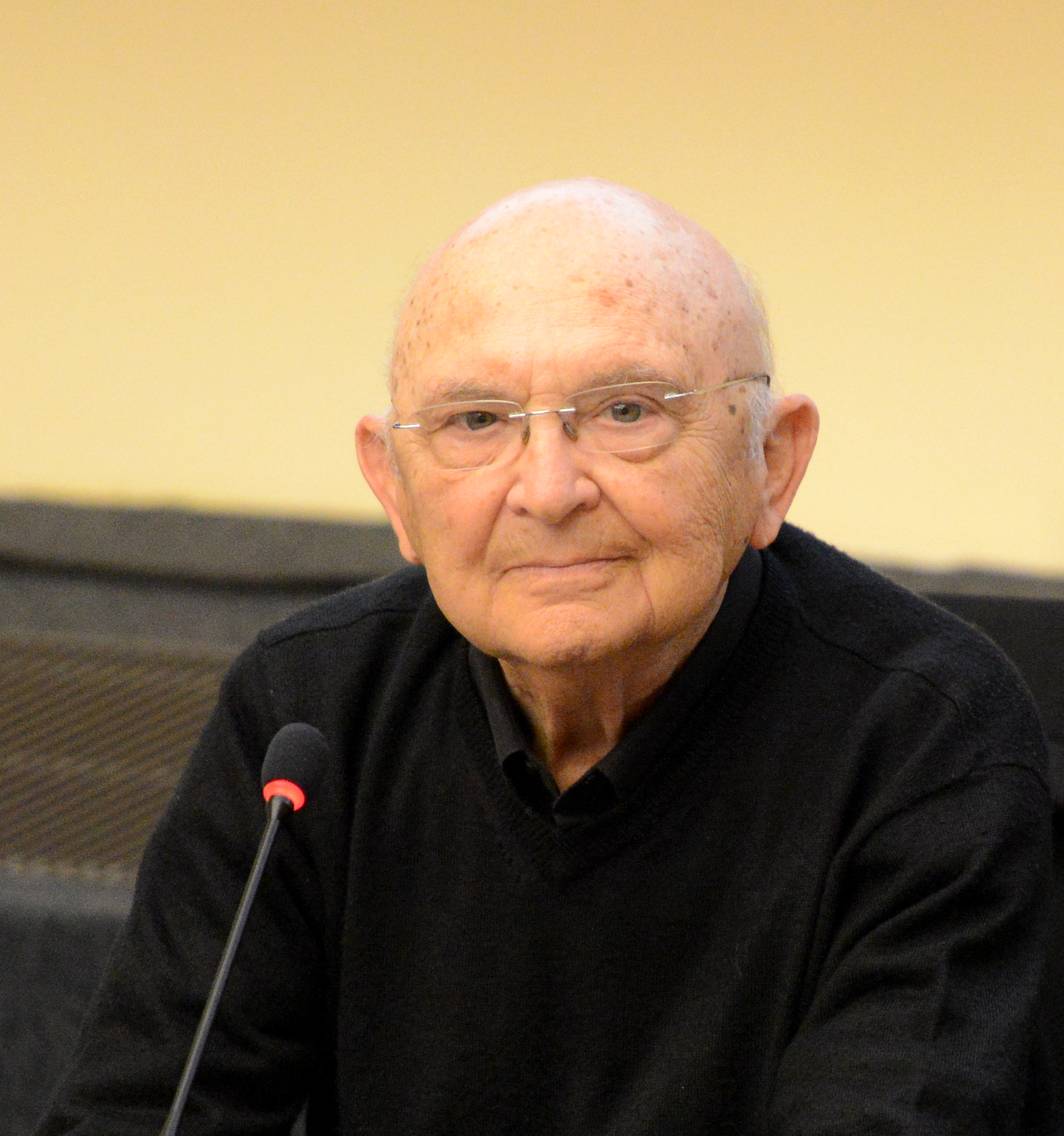
Aharon Appelfeld
4 januari

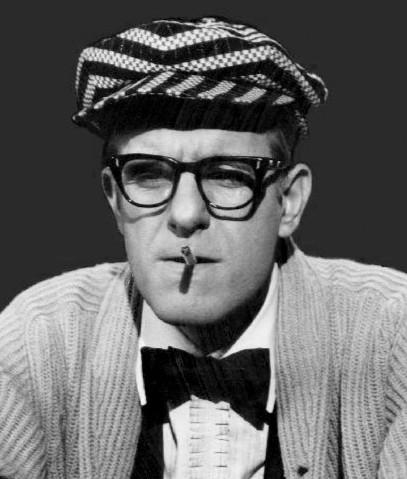
Jerry Van Dyke
5 januari

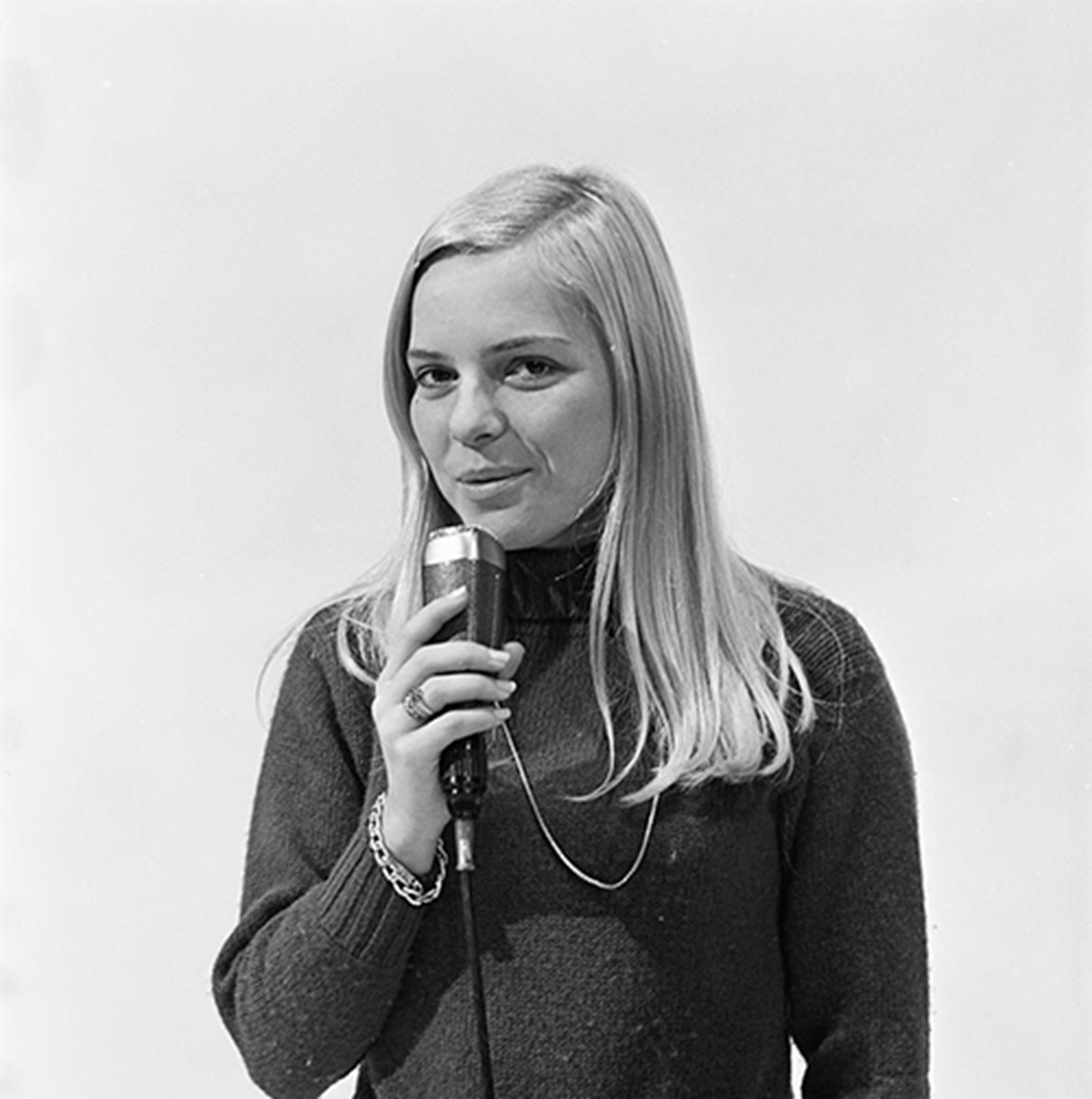
France Gall
7 januari

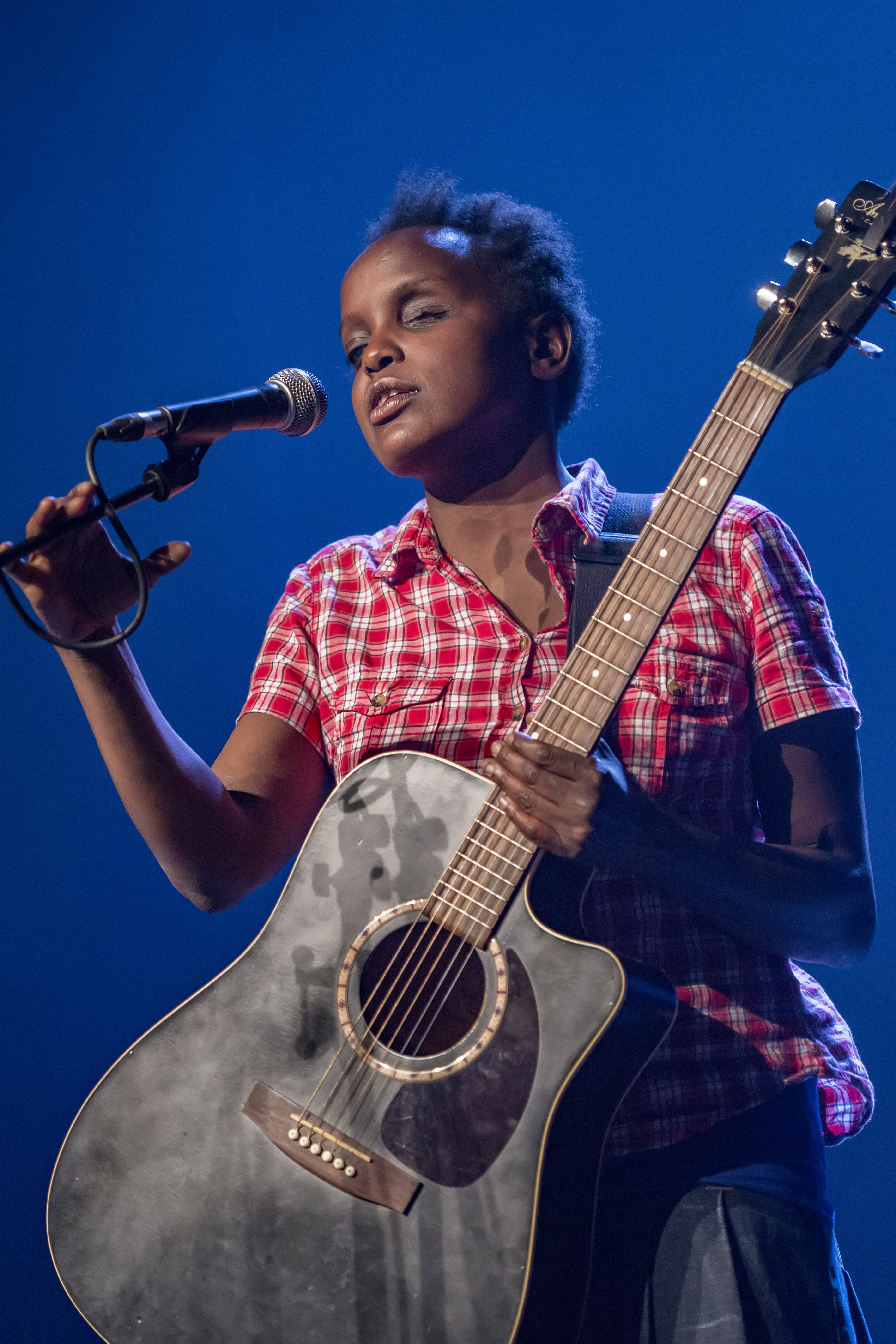
Lies Lefever
10 januari

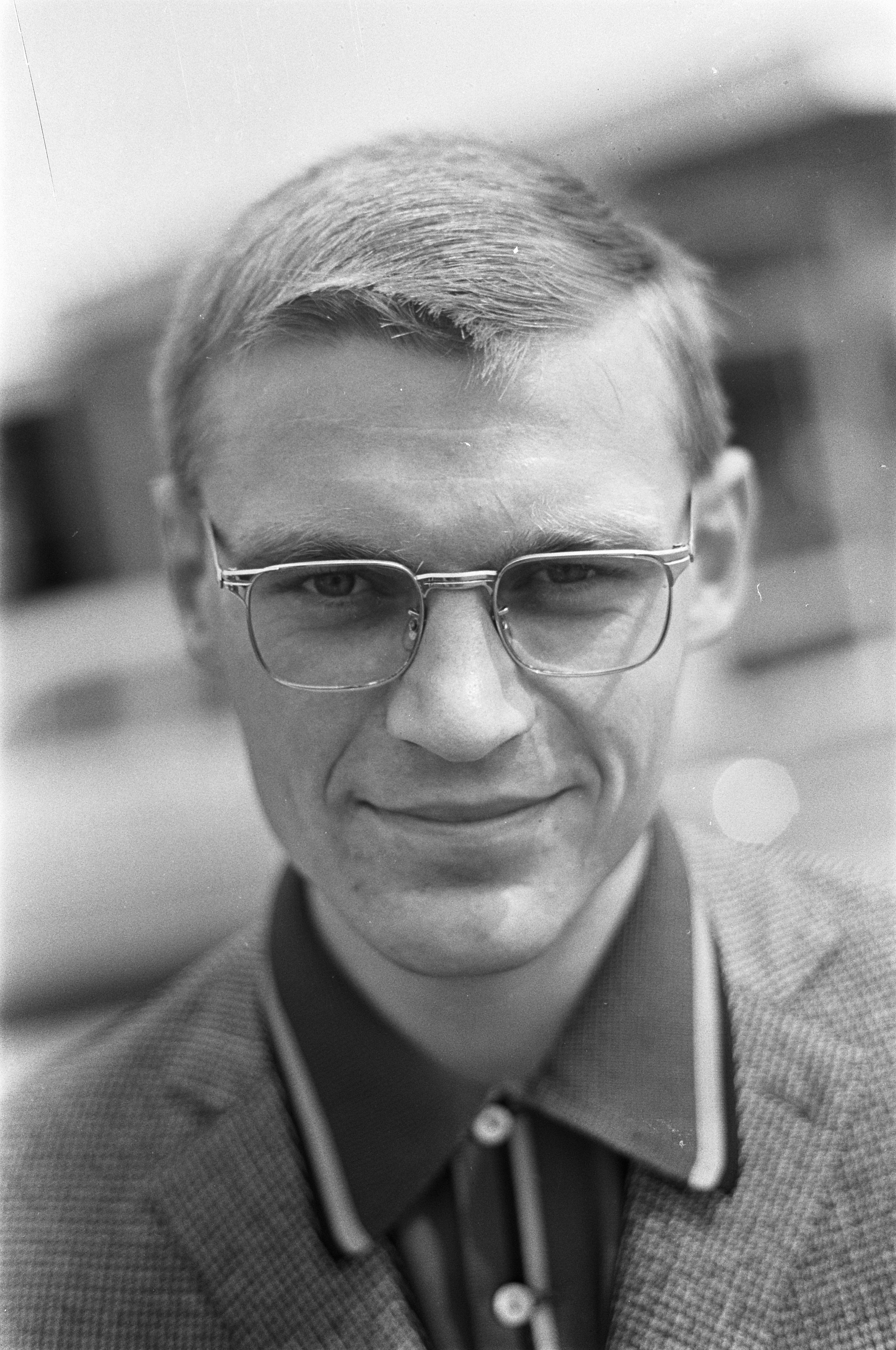
Eddy Beugels
12 januari

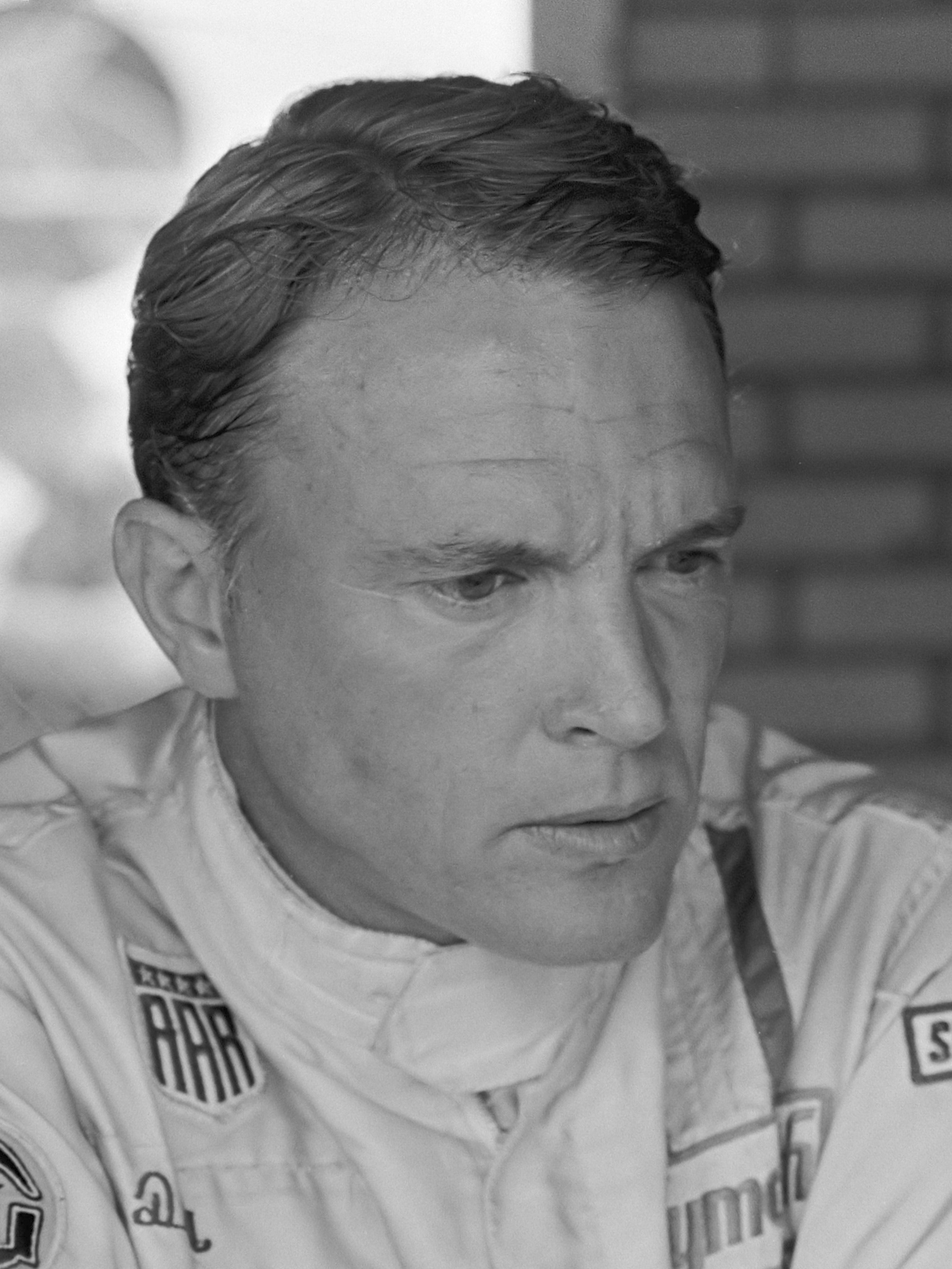
Dan Gurney
14 januari

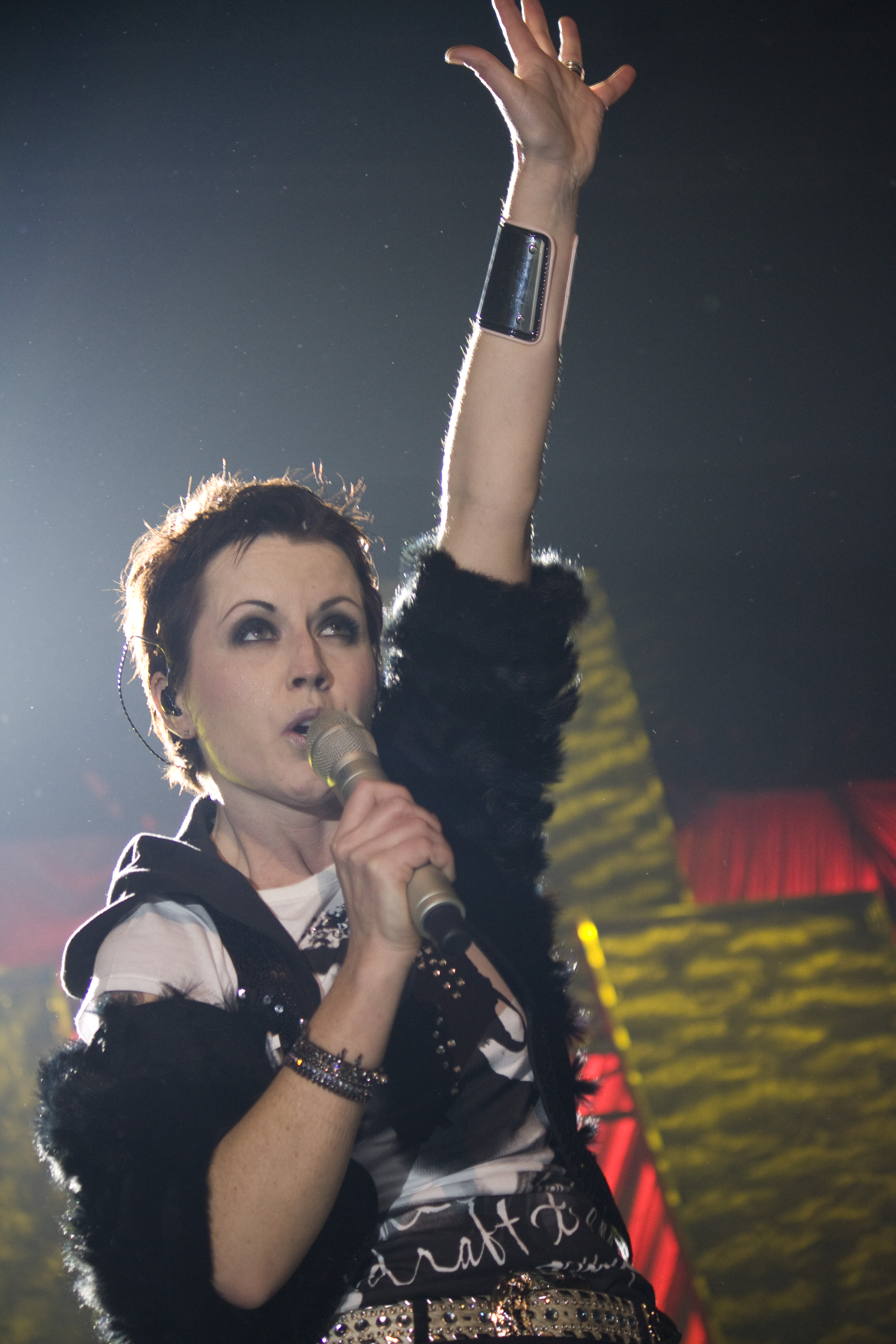
Dolores O'Riordan
15 januari

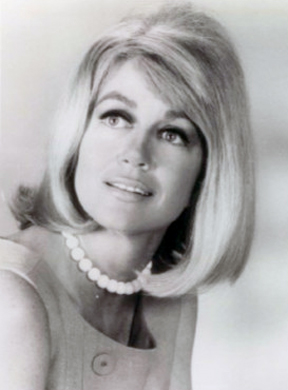
Dorothy Malone
19 januari

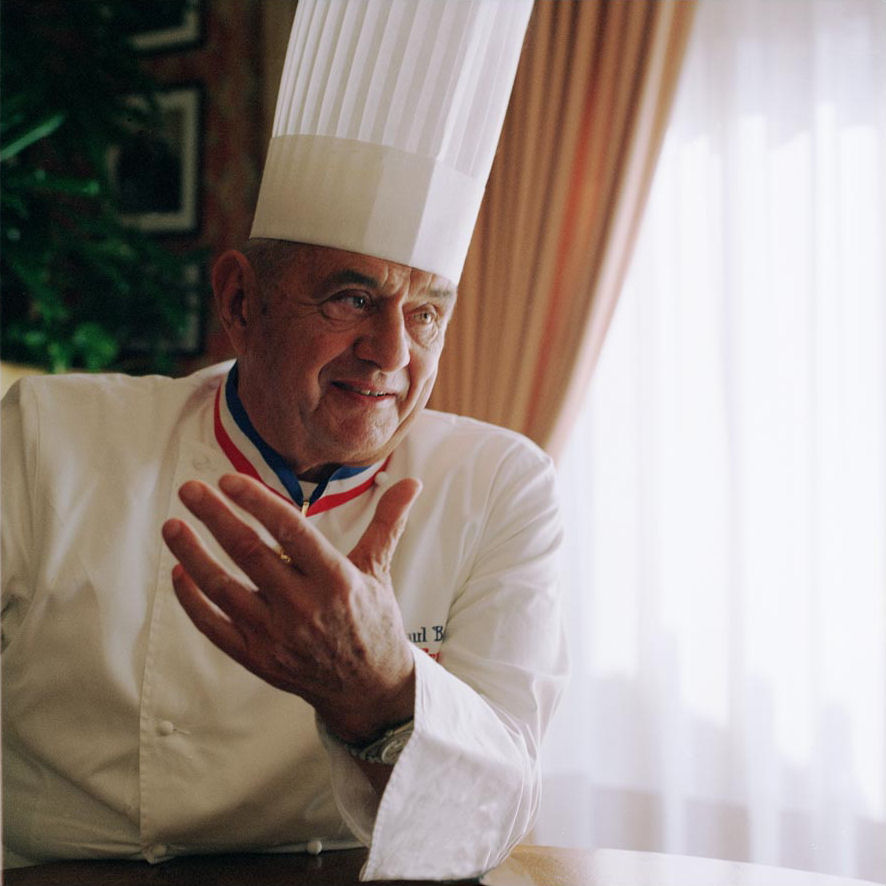
Paul Bocuse
20 januari

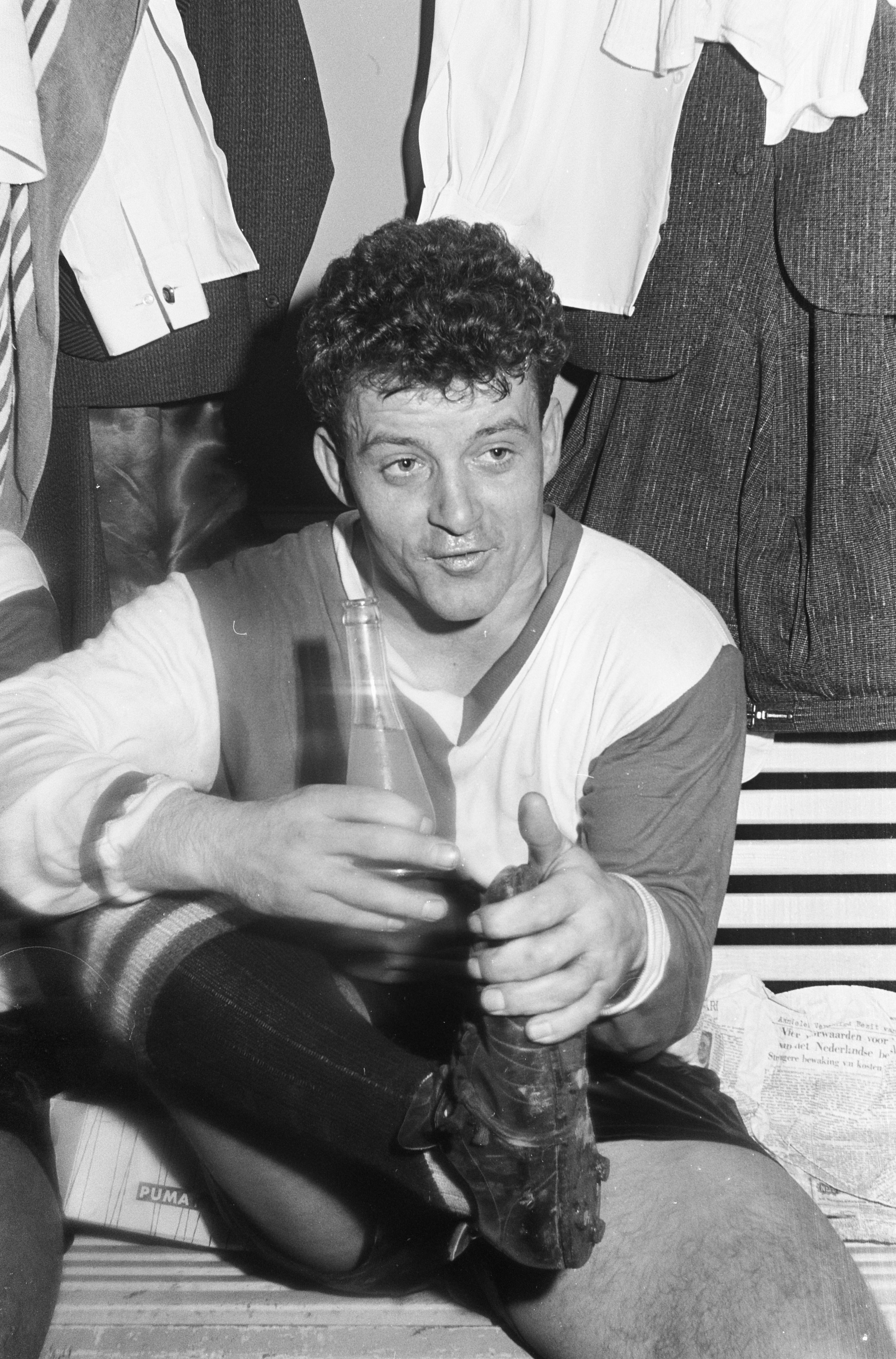
Reinier Kreijermaat
22 januari

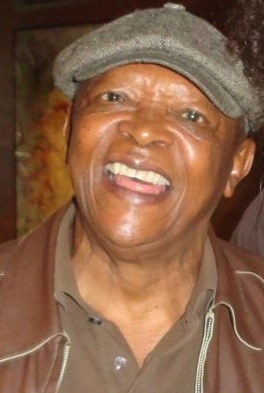
Hugh Masekela
23 januari

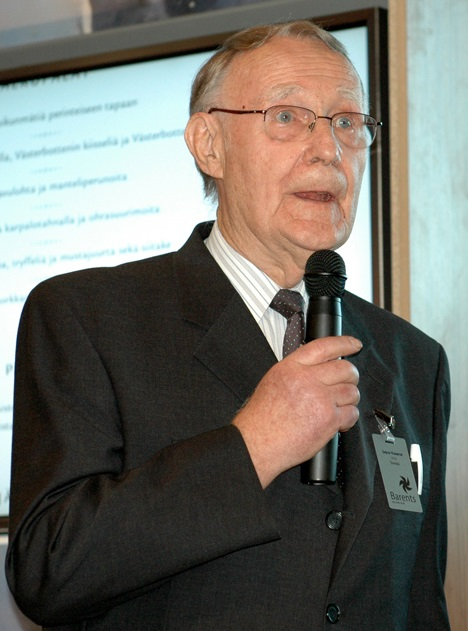
Ingvar Kamprad
27 januari

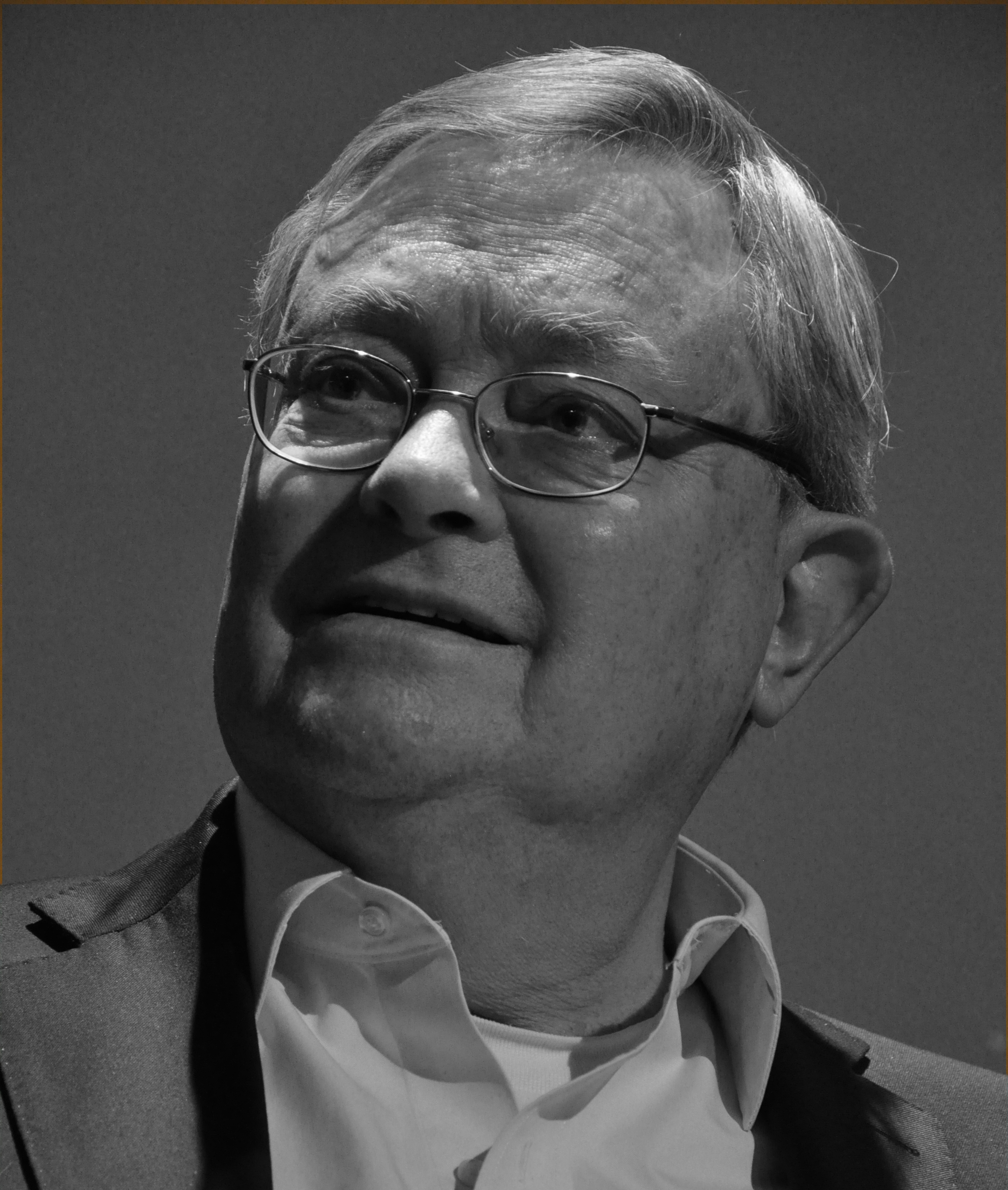
Nico ter Linden
28 januari

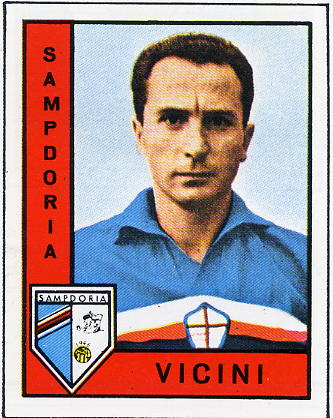
Azeglio Vicini
30 januari

| 1 | 2 | 3 | 4 | 5 | 6 | 7 | 8 | 9 | 10 | 11 | 12 | 13 | 14 | 15 | 16 | 17 | 18 | 19 | 20 | 21 | 22 | 23 | 24 | 25 | 26 | 27 | 28 | 29 | 30 | 31 |
| - | - | - | - | - | - | - | - | - | -- | -- | -- | -- | -- | -- | -- | -- | -- | -- | -- | -- | -- | -- | -- | -- | -- | -- | -- | -- | -- | -- |

### 1 januari
- Kees Jan Dik (75), Nederlands hoogleraar[1]
- Wilbert Longmire (77), Amerikaans rhythm-and-blues- en jazzgitarist[2]
- Mauro Staccioli (80), Italiaans beeldhouwer[3]
- Jon Paul Steuer (33), Amerikaans acteur[4]
- Sees Vlag (83), Nederlands graficus[5]
- Anne de Vries (73), Nederlands literatuuronderzoeker[6]
- Herman Tammo Wallinga (92), Nederlands hoogleraar[7]

### 2 januari
- Frank Buxton (87), Amerikaans acteur en regisseur[8]
- Tony Calder (74), Brits impresario en muziekpromotor[9]
- Gène Gerards (77), Nederlands voetballer en voetbaltrainer[10]
- Rick Hall (85), Amerikaans muziekproducent[11]
- Thomas S. Monson (90), Amerikaans religieus leider[12]
- Michael Pfeiffer (92), Duits voetballer en voetbaltrainer[13]

### 3 januari
- Colin Brumby (84), Australisch componist en dirigent[14]
- Gaby Dirne (86), Nederlands musicus en componist[15]
- Willy Hijmans (96), Nederlands hoogleraar[16]

### 4 januari
- Aharon Appelfeld (85), Israëlisch schrijver[17]
- Papa Camara (66), Guinees voetballer[18]
- Philipp Jenninger (85), Duits politicus[19]
- Ray Thomas (76), Brits muzikant[20]

### 5 januari
- Karin von Aroldingen (76), Duits balletdanseres[21]
- Jack Gadellaa (75), Nederlands televisieregisseur en tekstschrijver[22]
- Ab Struyvenberg (91), Nederlands hoogleraar[23]
- Jerry Van Dyke (86), Amerikaans acteur en komiek[24]
- John Young (87), Amerikaans astronaut[25]

### 6 januari
- Antonio Angelillo (80), Argentijns voetballer[26]
- Horace Ashenfelter (94), Amerikaans atleet[27]
- Bob Brezet (102), Nederlands bedrijfshuishoudkundige[28]
- Peter van Dam (65), Belgisch radiodiskjockey[29]
- Greta Thyssen (90), Deens actrice en model[30]

### 7 januari
- France Gall (70), Frans zangeres[31]
- Peter Sutherland (71), Iers politicus en bankier[32]
- Chris Tsangarides (61), Brits muziekproducent[33]

### 8 januari
- Hans Aabech (69), Deens voetballer[34]
- Salvador Borrego (102), Mexicaans journalist en historicus[35]
- Juan Carlos García (29), Hondurees voetballer[36]
- Denise LaSalle (79), Amerikaans zangeres[37]
- Donnelly Rhodes (80), Canadees acteur[38]
- George Maxwell Richards (86), president van Trinidad en Tobago[39]

### 9 januari
- Neave Brown (88), Amerikaans-Brits architect[40]
- Peter Dillen (76), Nederlands journalist en politiewoordvoerder[41]
- Tommy Lawrence (77), Schots voetbaldoelman[42]
- Odvar Nordli (90), Noors premier[43]

### 10 januari
- Leopold Ahlsen (90), Duits auteur en theaterregisseur[44]
- Eddie Clarke (67), Brits metalgitarist[45]
- Lies Lefever (37), Belgisch comédienne[46]
- Willem Nico Speckamp (84), Nederlands scheikundige[47]

### 11 januari
- Edgar Ray Killen (92), Amerikaans crimineel[48]

### 12 januari
- Eddy Beugels (73), Nederlands wielrenner[49]
- Leon Ritzen (78), Belgisch voetballer[50]
- Cor de Wit (96), Nederlands architect en kunstverzamelaar[51]
- Pieter Zandbergen (84), Nederlands hoogleraar[52]
- Pierre Pincemaille (61), Frans organist[53].

### 13 januari
- Jean Porter (95), Amerikaans actrice[54]
- Els Postel-Coster (92), Nederlands antropologe[55]
- Jan Scheepstra (59), Nederlands ondernemer[56]
- Haije Sybesma (79), Nederlands burgemeester[57]
- Eliyahu Winograd (91), Israëlisch rechter[58]

### 14 januari
- Dan Gurney (86), Amerikaans autocoureur[59]
- Bill Hughes (87), Amerikaans jazztrombonist[60]
- François Morel (91), Canadees componist, muziekpedagoog, dirigent en pianist[61]
- John Pierik (68), Nederlands kleiduivenschutter[62]
- Cyrille Regis (59), Engels voetballer[63]
- Marlene VerPlanck (84), Amerikaans jazz- en popzangeres[64]

### 15 januari
- Bert Dijkhuizen (57), Nederlands film- en documentairemaker[65]
- Edwin Hawkins (74), Amerikaans gospelcomponist en -producent[66]
- Jos Hermans (87), Nederlands beeldhouwer[67]
- Karl-Heinz Kunde (80), Duits wielrenner[68]
- Willi Melliger (64), Zwitsers ruiter[69]
- Dolores O'Riordan (46), Iers zangeres[70]
- Rody Rijnders (76), Nederlands roeier[71]
- Peter Wyngarde (90), Brits acteur[72]

### 16 januari
- Christa de Carouge (81), Zwitsers kledingontwerpster[73]
- Bradford Dillman (87), Amerikaans acteur[74]
- Peter Groeger (84), Duits (stem)acteur en regisseur[75]
- Madalena Iglésias (78), Portugees zangeres en actrice[76]
- Micki Varro (75), Amerikaans actrice, weervrouw en jazzzangeres[77]
- Jo Jo White (71), Amerikaans basketballer[78]

### 17 januari
- Simon Shelton Barnes (52), Brits acteur[79]

### 18 januari
- John Barton (89), Brits regisseur[80]
- Luc Beyer (84), Belgisch presentator, journalist, auteur en politicus[81]
- Alexander Götz (89), Oostenrijks politicus[82]
- Carla Marangoni (102), Italiaans turnster[83]
- Peter Mayle (78), Brits schrijver[84]
- Stansfield Turner (94), Amerikaans militair en ambtenaar[85]
- JP Van Haesendonck, Belgisch muziekproducer[86]

### 19 januari
- Dik Abed (73), Zuid-Afrikaans/Nederlands cricketspeler[87]
- Anna Campori (100), Italiaans actrice[88]
- Olivia Cole (75), Amerikaans actrice[89]
- Dorothy Malone (93), Amerikaans actrice[90]

### 20 januari
- Paul Bocuse (91), Franse kok[91]
- Oscar Estévez Uscanga (81), Mexicaans-Nederlands hoogleraar[92]
- Antonius Jan Glazemaker (86), Nederlands oudkatholiek bisschop[93]
- Mario Guccio (64), Belgisch zanger[94]
- Naomi Parker (96), Amerikaans serveerster[95]
- Jim Rodford (76), Brits popmuzikant[96]
- Miyako Sumiyoshi (30), Japans schaatsster[97]

### 21 januari
- Philippe Gondet (75), Frans voetballer[98]
- Tsukasa Hosaka (80), Japans voetballer[99]
- Olivier Lancelot (ca. 47), Frans pianist[100]
- Jens Okking (78), Deens acteur en politicus[101]

### 22 januari
- Jimmy Armfield (82), Brits voetballer[102]
- Jan Buursink (82), Nederlands hoogleraar[92]
- Ralph van Furth (88), Nederlands hoogleraar[92]
- Reinier Kreijermaat (82), Nederlands voetballer[103]
- Ursula Le Guin (88), Amerikaans schrijfster[104]
- Harry Opheij (88), Nederlands burgemeester[105]
- Connie Sawyer (105), Amerikaans actrice[106]
- Hans de Wit (71), Nederlands hoogleraar[92]

### 23 januari
- Robert Dowdell (85), Amerikaans acteur[107]
- Hugh Masekela (78), Zuid-Afrikaans jazzmuzikant, zanger en componist[108]
- Nicanor Parra (103), Chileens wiskundige en dichter[109]
- Lari White (52), Amerikaans zangeres en actrice[110]

### 24 januari
- Renaud Gagneux (70), Frans componist[111]
- Mark E. Smith (60), Brits zanger[112]
- Jan Steeman (84), Nederlands striptekenaar[113]
- Adri Zwaanswijk (88), Nederlands korfbalspeler en -coach[114]

### 25 januari
- Claribel Alegría (93), Nicaraguaans dichteres en schrijfster[115]
- Tommy Banks (81), Canadees pianist, componist, dirigent en politicus[116]
- Hammy de Beukelaer (87), Nederlands stuntman[117]

### 26 januari
- Ton Baeten (86), Nederlands rooms-katholiek priester, abt van Berne[118]
- Buzz Clifford (75), Amerikaans zanger[119]
- Alfred Léonard (78), Belgisch volksvertegenwoordiger en burgemeester[120]

### 27 januari
- Frederik van der Blij (94), Nederlandse wiskundige[121]
- Royal Galipeau (71), Canadees politicus[122]
- Ingvar Kamprad (91), Zweeds ondernemer[123]
- Göran Nicklasson (75), Zweeds voetballer[124]
- Robert Parry (68), Amerikaans onderzoeksjournalist[125]
- Dennis Peron (72), Amerikaans cannabis- en homorechtenactivist[126]
- Maryo de los Reyes (65), Filipijns filmregisseur[127]
- Tadashi Sawashima (92), Japans filmregisseur[128]
- Mort Walker (94), Amerikaans striptekenaar[129]

### 28 januari
- Neil Harris (63), Brits gitarist[130]
- Nico ter Linden (81), Nederlands predikant en auteur[131]
- Dharmasena Pathiraja (74), Sri Lankaans regisseur[132]
- Gene Sharp (90), Amerikaans politicoloog, auteur en advocaat[133]
- Coco Schumann (93), Duits gitarist[134]

### 29 januari
- Asmund Bjørken (84), Noors jazzmuzikant[135]
- Ion Ciubuc (74), Moldaafs politicus[136]
- Gennadi Kazmin (83), Russisch politicus[137]
- Francisco Núñez Olivera (113), Spaans supereeuweling[138]
- Clive van Ryneveld (89), Zuid-Afrikaans criketspeler[139]

### 30 januari
- Andreas Gruschke (57), Duits schrijver, tibetoloog en fotograaf[140]
- Mark Salling (35), Amerikaans zanger en acteur[141]
- Ezra Swerdlow (64), Amerikaans filmproducent[142]
- Terry Van Ginderen (86), Belgisch presentatrice, omroepster en zakenvrouw[143]
- Azeglio Vicini (83), Italiaans voetballer en -bondscoach[144]
- Louis Zorich (93), Amerikaans acteur[145]

### 31 januari
- Hannah Hauxwell (91), Brits boerin en televisiepersoonlijkheid[146]
- Piet Bleeker (89), Nederlands atleet[147]
- Rasual Butler (38), Amerikaans basketballer[148]
- Rita Deneve (73), Belgisch zangeres en actrice[149]
- Ann Gillis (90), Amerikaans actrice[150]
- Hennie Hollink (86), Nederlands voetballer en voetbaltrainer[151]
- Leonid Kadenjuk (67), Oekraïens ruimtevaarder[152]
- Leah LaBelle (31), Amerikaans zangeres[148]
- Erwin de Vries (88), Surinaams kunstenaar[153]

januari ·
februari ·
maart ·
april ·
mei ·
juni ·
juli ·
augustus ·
september ·
oktober ·
november ·
december
1900 ·
1901 ·
1902 ·
1903 ·
1904 ·
1905 ·
1906 ·
1907 ·
1908 ·
1909 ·
1910 ·
1911 ·
1912 ·
1913 ·
1914 ·
1915 ·
1916 ·
1917 ·
1918 ·
1919 ·
1920 ·
1921 ·
1922 ·
1923 ·
1924 ·
1925 ·
1926 ·
1927 ·
1928 ·
1929 ·
1930 ·
1931 ·
1932 ·
1933 ·
1934 ·
1935 ·
1936 ·
1937 ·
1938 ·
1939 ·
1940 ·
1941 ·
1942 ·
1943 ·
1944 ·
1945 ·
1946 ·
1947 ·
1948 ·
1949 ·
1950 ·
1951 ·
1952 ·
1953 ·
1954 ·
1955 ·
1956 ·
1957 ·
1958 ·
1959 ·
1960 ·
1961 ·
1962 ·
1963 ·
1964 ·
1965 ·
1966 ·
1967 ·
1968 ·
1969 ·
1970 ·
1971 ·
1972 ·
1973 ·
1974 ·
1975 ·
1976 ·
1977 ·
1978 ·
1979 ·
1980 ·
1981 ·
1982 ·
1983 ·
1984 ·
1985 ·
1986 ·
1987 ·
1988 ·
1989 ·
1990 ·
1991 ·
1992 ·
1993 ·
1994 ·
1995 ·
1996 ·
1997 ·
1998 ·
1999 ·
2000 ·
2001 ·
2002 ·
2003 ·
2004 ·
2005 ·
2006 ·
2007 ·
2008 ·
2009 ·
2010 ·
2011 ·
2012 ·
2013 ·
2014 ·
2015 ·
2016 ·
2017 ·
2018 ·
2019 ·
2020 ·
2021 ·
2022 ·
2023 ·
2024 ·
2025